# Барки
Ба̀рки (на италиански: Barchi) е село в Централна Италия, община Тере Ровереске, провинция Пезаро и Урбино, регион Марке. Разположено е на 162 m надморска височина.